# Maricoflugsnappare
Maricoflugsnappare (Bradornis mariquensis) är en fågel i familjen flugsnappare inom ordningen tättingar.

## Utseende
Maricoflugsnapparen är en stor flugsnappare med upprätt hållning, ostreckat brun ovansida med varma kanter på vingpennorna och diagnostiskt kraftigt kontrasterande vit undersida. Alla andra flugsnappare i dess utbredningsområde har brun eller beigefärgad undersida. Ungfåglar är kraftigt streckade i brunt och vitt.

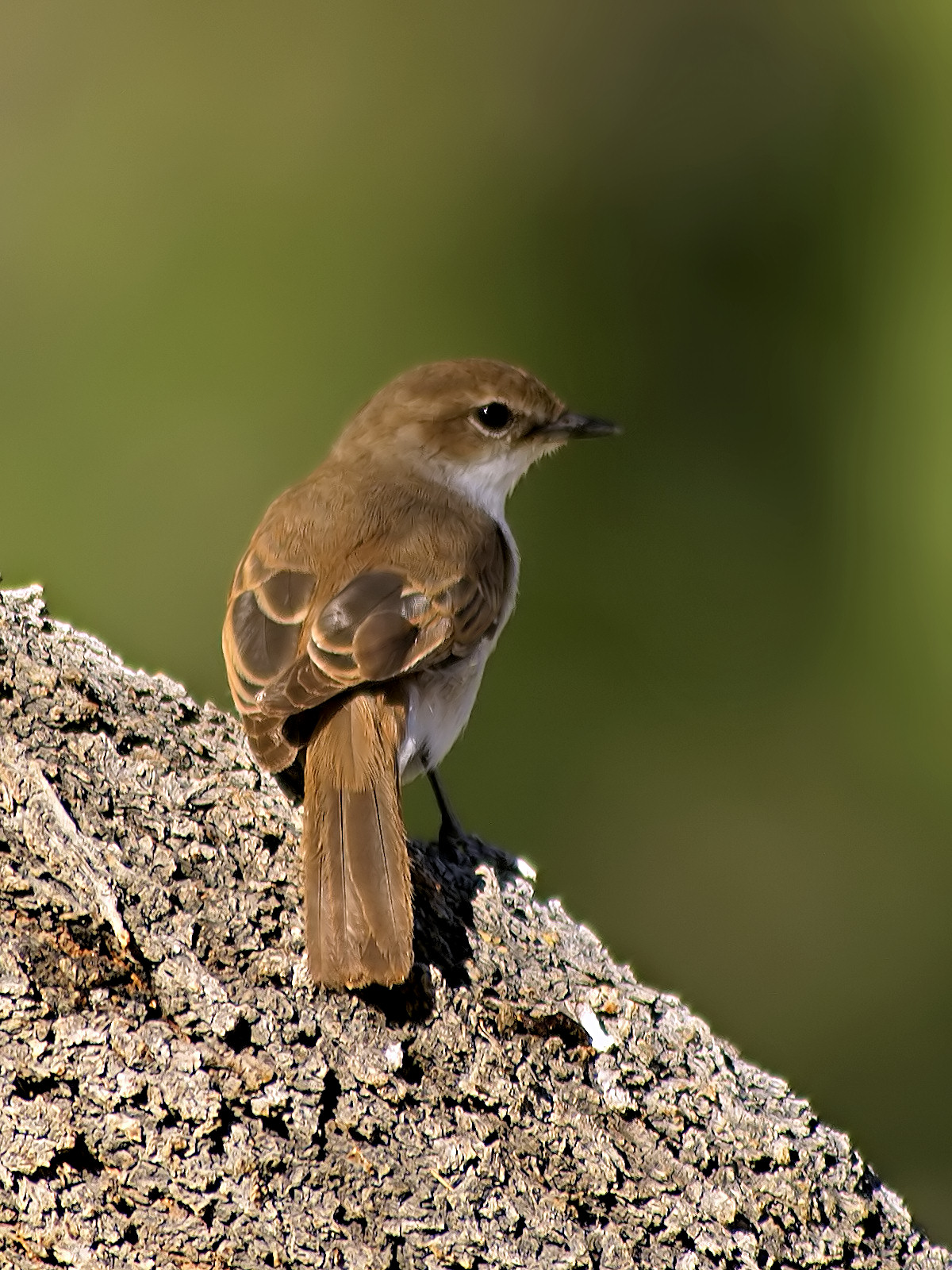

## Utbredning och systematik
Maricoflugsnappare förekommer i södra Afrika. Den delas in i tre underarter med följande utbredning:
- Bradornis mariquensis acaciae – förekommer på savannen från södra Angola till sydvästra Botswana och nordvästra Sydafrika (Norra Kapprovinsen)
- Bradornis mariquensis mariquensis – förekommer i sydvästra Zambia, Botswana (förutom i sydväst), västra Zimbabwe och nordcentrala Sydafrika
- Bradornis mariquensis territinctus – förekommer i nordöstra Namibia och nordvästra Botswana

## Levnadssätt
Maricoflugsnapparen hittas i torra buskmarker, framför allt i törnträd där de kan ses sitta synligt på lägre grenar varifrån de gör utfall i luften eller slår ner på marken för att fånga föda. Den uppträder vanligen i par eller små grupper.

## Status
Arten har ett stort utbredningsområde och beståndet anses stabilt. Internationella naturvårdsunionen IUCN listar den därför som livskraftig (LC).

## Namn
Artens svenska och vetenskapliga namn syftar på Mariquafloden (= Marikwa-, Marica- eller Maricofloden) i Sydafrika, en biflod till Limpopofloden